# Hudson Yards
Hudson Yards är ett elva hektar (28 acres) stor stadsdel och  byggnadskomplex som ligger på Manhattan i New York, New York i USA. Byggnadskomplexet består för tillfället av sex skyskrapor, ett varuhus, en kulturanläggning samt ett observationstorn. Det planeras dock att både en andra och tredje fas av nya byggnader ska uppföras. Första fasen uppfördes mellan 2012 och 2022.
Den beräknade totalkostnaden för hela projektet, alla faser, ligger på 25 miljarder amerikanska dollar, vilket är det dyraste fastighetsutvecklingen i USA av privata aktörer någonsin.
Hudson Yards var tidigare ett slumområde kopplat till hamn- och stuveriverksamhet.

## Byggnader
|  | Namn                                    | Topphöjd | Våningar | Invigd | Typ                  |
|  | --------------------------------------- | -------- | -------- | ------ | -------------------- |
|  | 10 Hudson Yards                         | 267,7    | 52       | 2016   | Kontor.              |
|  | 15 Hudson Yards                         | 278,59   | 72       | 2019   | Bostäder.            |
|  | 30 Hudson Yards                         | 387,1    | 73       | 2019   | Kontor.              |
|  | 35 Hudson Yards                         | 316,69   | 72       | 2019   | Bostäder och kontor. |
|  | 50 Hudson Yards                         | 308,0    | 58       | 2022   | Kontor.              |
|  | 55 Hudson Yards                         | 237,4    | 51       | 2018   | Kontor.              |
|  | The Shed                                |          |          | 2019   | Kulturanläggning.    |
|  | The Shops & Restaurants at Hudson Yards |          | 7        | 2019   | Varuhus.             |
|  | Vessel                                  | 46       | 16       | 2019   | Observationstorn.    |